# Каминский, Ян Непомук
Ян Непомук Каминский (пол. Jan Nepomucen Kamiński, 27 октября 1777, с. Куткор (ныне Золочевский район Львовской области) — 5 января 1855, Львов) — польский писатель, режиссёр, актёр и переводчик, которого называли «Отцом галицко-польской сцены».

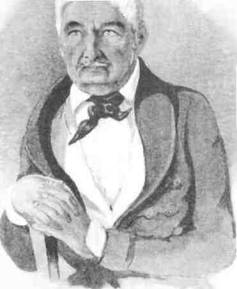
Портрет Каминского 1840-х (?) гг.

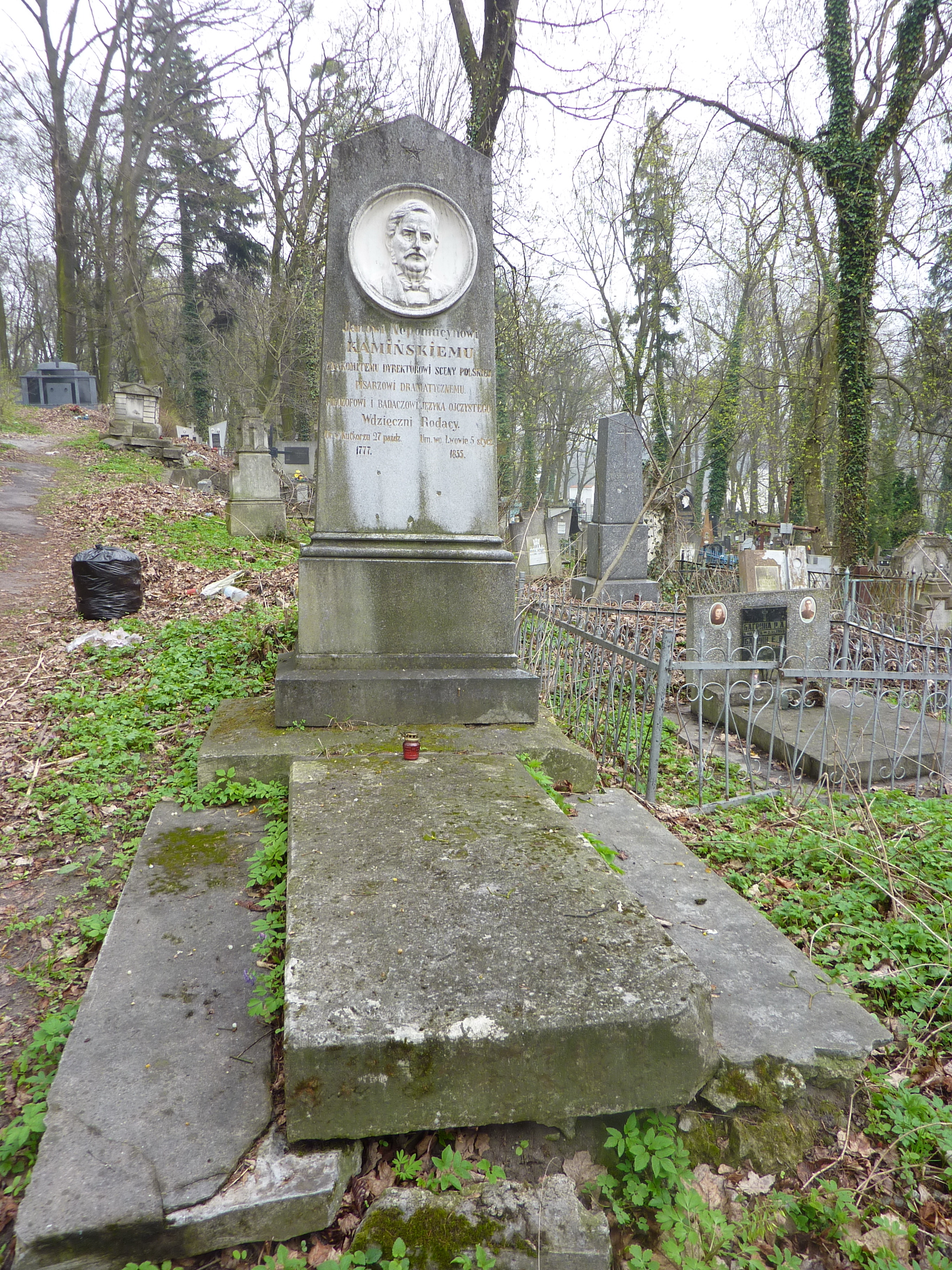
Могила Яна Непомука Каминского, польского писателя, режиссёра, актёра на Лычаковском кладбище во Львове

По примеру Войцеха Богуславского организовал во Львове любительскую театральную труппу, которая выступала с 1804 в городе и провинции, гастролировала даже в Одессе. Ян Каминский был актёром, режиссёром, драматургом, но прежде всего театральным предпринимателем. Он занимался всеми проблемами театра (подбором репертуара, ангажированием актёров, проектировал декорации, финансовыми делами). Создал во Львове польскую сцену, подготовил целое поколение артистов. В основном, в своем театре ставил польский репертуар. Авторами пьес львовского театра, в частности, были известные драматурги А.Фредро и Ю.Корженёвский. Когда в 1841 граф С.Скарбек построил свой новый львовский театр, в него перешли актёры, ранее выступавшие у Каминского.
Автор многих драматических пьес, переводчик с немецкого (например, баллад Шиллера).
В 1810—1833 — директор театра.
С 1835 по 1848 гг. — редактор журналов «Gazeta lwowska» и «Rozmaitości».
Умер и похоронен во Львове на Лычаковском кладбище.